# Пентаграмма
Пентагра́мма (пентальфа, пентагерон; греч. πεντάγραμμον, от πέντε — «пять» и γραμμή — «черта, линия»), также пифагорейский пентакль — звёздчатый многоугольник, полученный соединением вершин правильного пятиугольника через одну.

## В культуре

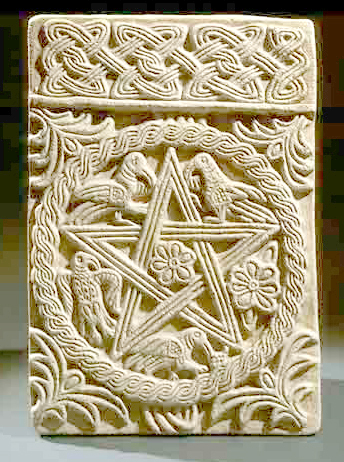
Пентаграмма, IX—XI века, Солин, южные славяне

Пентаграмма Пенроуза

### История
Первые известные изображения пентаграммы датируются примерно 3500 годом до нашей эры, это нарисованные на глине пятиконечные звёзды, найденные в развалинах Урука. Символизировала траекторию планеты Венера, Утреннюю и Вечернюю (см. также Фосфор (мифология), Люцифер).
Изображения пентаграмм встречаются и на египетских статуях. В Древнем Египте символизировала звёзды. Как сообщает в своей «Новой Энциклопедии Франк-масонства» Артур Уэйт, египтяне называли пентаграмму «звездой псоглавого Анубиса».
Пентаграмма была широко известна как оберегающий от всякого зла знак; вера в её оберегающие свойства была столь глубока, что в Древнем Вавилоне её изображали на дверях магазинов и складов, чтобы уберечь товары от порчи и кражи. Она также являлась для посвящённых могущественным знаком власти. В том же Вавилоне этот знак часто встречается на царских печатях, и, по мнению современных учёных, он олицетворял собой «власть правителя, распространявшуюся на все четыре стороны света». По другой версии, самые древние обозначения пентаграммы символизировали богиню Иштар и загробный мир Дуат.
Древние греки называли пентаграмму «пентальфой», что означает «пять букв альфа», поскольку символ может быть разложен на альфу пять раз.
Пентаграмма встречается на печатях Александра Македонского.
Пентаграмму, по словам Агриппы (XV век), использовали пифагорейцы в качестве отличительного знака принадлежности к их сообществу. Они учили, что мир состоит из пяти взаимосвязанных элементов (Огня, Воды, Воздуха, Земли и Эфира). Для отражения этой доктрины вокруг пентаграммы изображались пять букв акронима:
- ύ — ύδωρ (вода) (самый верхний), символизирующая воду;
- Γ — Γαια (земля) (левый верхний), символизирующая землю;
- ί — ίδέα (правый нижний), символизирующая идею, или дух по другой версии — ίερόν (храм);
- έ — έιλή (верхний правый угол), символизирующая огонь;
- ά — άήρ (нижний левый угол), символизирующая воздух.

Пентаграмма встречается также на талисманах гностиков, как символ интеллектуального всемогущества.
По версии известного исследователя каббалы Гершома Шолема, маги средневековой Европы узнали о пентаграмме под именем «печати царя Соломона» из арабских манускриптов.

В арабской магии «печать Соломона» использовалась широко, но первоначально она, заключённая в круге, встречалась относительно редко. Даже тогда, гексаграмма и пентаграмма были взаимозаменяемы, и это название [«печать царя Соломона»] относилось к обеим фигурам.
— Гершом Шолем, [A collection of articles on the Kabbalah]. [S.l. : s.n., 1920-1955?].
Пентаграмма находилась и среди символов тамплиеров.
Пентаграмма появляется в поэме «Сэр Гавейн и Зелёный Рыцарь» XIV века. В ней рыцарь сэр Гавейн, племянник короля Артура, использовал пентаграмму в качестве личного символа, изобразив её на своём щите в золоте на красном фоне. Пять острых концов звезды символизировали пять рыцарских достоинств («благородство, вежливость, целомудрие, отвага и благочестие»).
В средневековом западном христианстве пентаграмма была напоминанием о пяти ранах Христа: от тернового венка на лбу, до гвоздей в руках и ногах.
Во времена инквизиции пентаграмма приобрела негативные коннотации, её стали называть «Нога ведьмы» (англ. Witch’s Foot, нем. Drudenfuß).

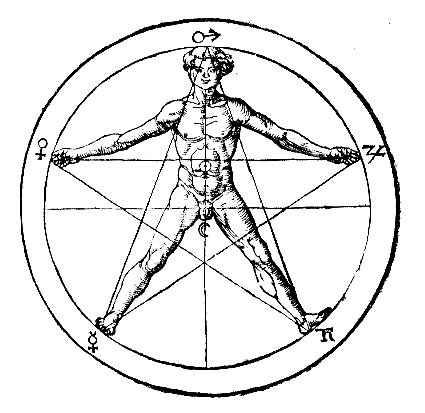
Пентаграмма из «Оккультной философии» Корнелия Агриппы

В XVI веке в эпоху Возрождения была принята ещё одна символика пентаграммы. Если вписать в неё человеческую фигуру, связав её с пятью элементами — четыре стихии: Огонь, Вода, Воздух, Земля, и Дух или Эфир, — то получится изображение микрокосма, знака оккультной «духовной работы» на «материальном плане». Впервые об этом написал в 1531 году знаменитый маг Корнелий Агриппа во второй книге своей «Оккультной Философии» (по его имени пентаграмма микрокосма называется иногда «пентаклем Агриппы»).
Астролог Тихо Браге пошёл дальше, в своём труде Calendarium Naturale Magicum Perpetuum в 1582 году он опубликовал изображение пентаграммы, на лучах которой были изображены буквы каббалистического Божественного имени Спасителя IHShVH (יהשוה‎ — пентаграмматон), где ש‎ трактуется как символ Божественного присутствия, одухотворяющего четыре материальных элемента, символизируемых именем יהוה‬ (см. тетраграмматон).
Использование пентаграммы как защитного символа от злых духов зафиксировано на рубеже XVIII—XIX веков в трагедии «Фауст» Гёте. По сюжету произведения, дьявол Мефистофель проник в жилище учёного Фауста, пробравшись мимо плохо начертанной пентаграммы на входе:

Мефистофель: Нет, трудновато выйти мне теперь. Тут кое-что мешает мне немного: волшебный знак у вашего порога.
Фауст: Не пентаграмма ль этому виной? Но как же, бес, пробрался ты за мной? Каким путём впросак попался?
Мефистофель: Изволили её вы плохо начертить, и промежуток в уголке остался. Там, у дверей, и я свободно мог вскочить.

В XIX веке пентаграмма появилась на картах Таро, после того, как их стали ассоциировать с каббалой.

### Перевёрнутая пентаграмма
В первые века христианства перевёрнутая пентаграмма трактовалась как символ Христа. Перевёрнутая пентаграмма имелась на печати римского императора Константина Великого.
В 1405 году иконописец Андрей Рублёв изобразил Христа на фоне перевёрнутой пентаграммы на иконе «Преображение Господне».
Перевёрнутая пентаграмма изображена на таких высших государственных наградах как Орден Красного Знамени СССР и Медаль Почёта США.

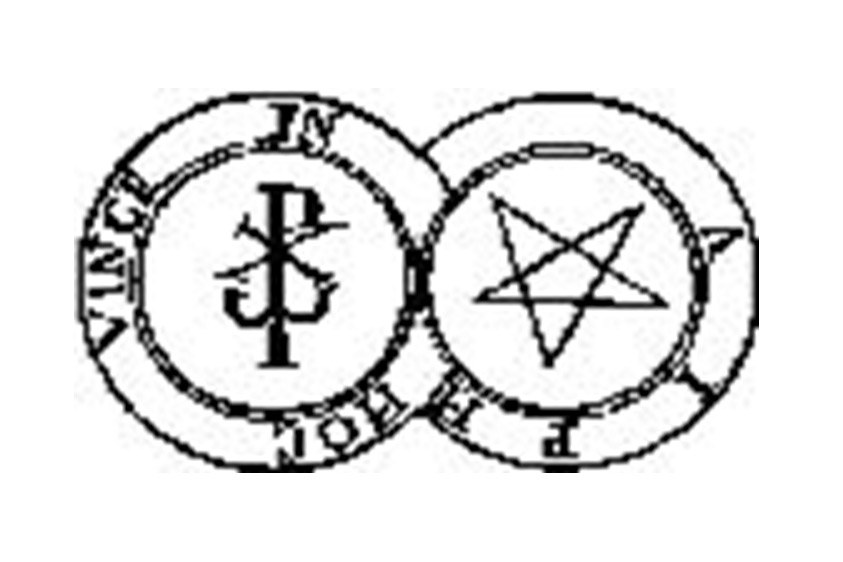
Печать императора Константина I Великого, III—IV века[источник не указан 320 дней]
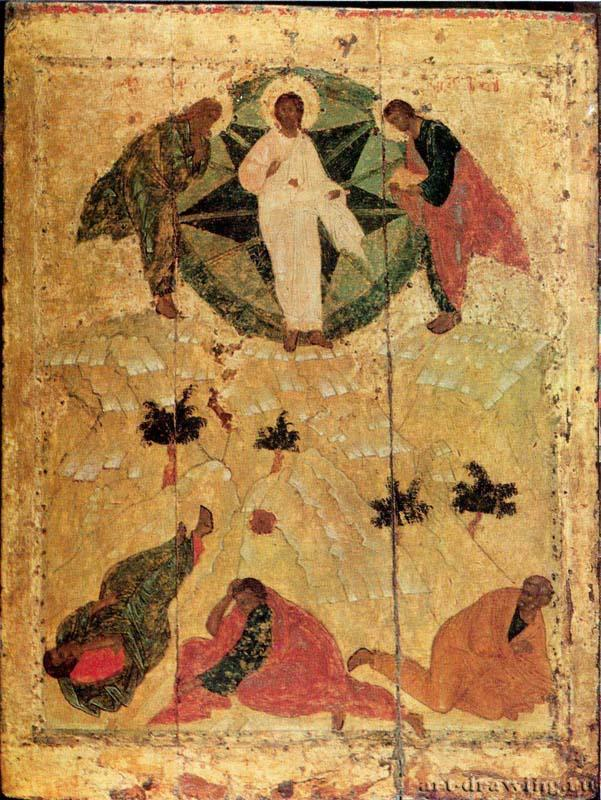
«Преображение Господне», Андрей Рублёв, 1405
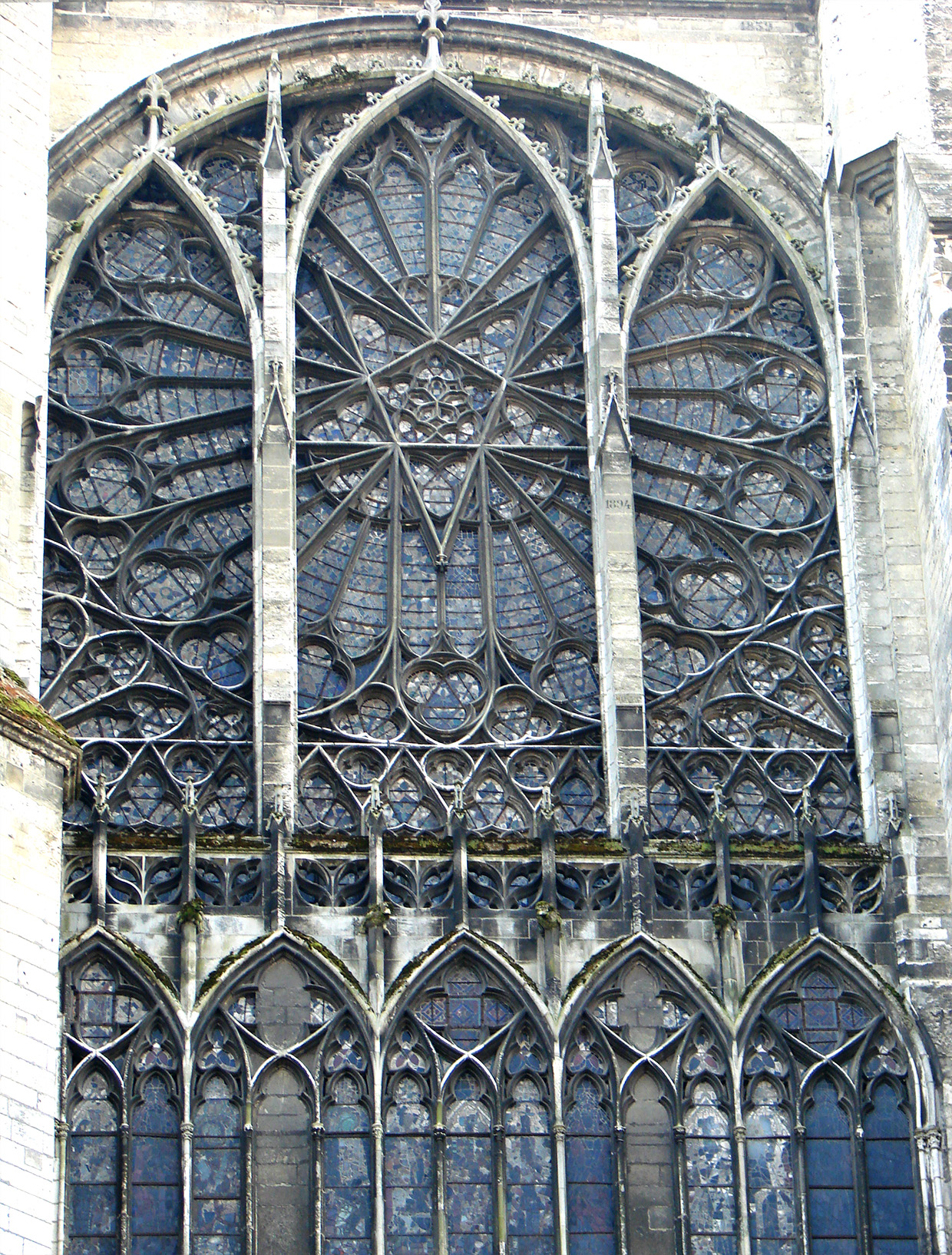
Окно кафедрального собора в Амьене

#### В Каббале
По мнению некоторых каббалистов, перевёрнутая пентаграмма — это Зеир Анпин (греч. микропрозоп — «Малый лик» Творца), который образуют на Древе жизни шесть нижних сфирот: хесед, гвура, тиферет, нецах, ход, йесод. В то же время Зеир Анпином именуется Тиферет, Божественный Сын, через соединение с которым наш мир может спастись.
Идея некоего плотского существа, символизируемого пентаграммой, чья искупительная жертва служит для одухотворения и продолжения жизни людей, лежит в самой основе авраамических религий. Примеры: это жертвоприношение Авраамом Исаака, древнеиудейский обряд «козёл отпущения», когда грехи народа возлагались на жертвенный рогатый скот, и более поздняя идея жертвенности Христа — пасхального агнца.

#### Как символ сатанизма

Знак Бафомета из книги «La Clef de la Magie Noire» Станисласа де Гуайта, 1897.
По окружности пентаграммы написано на иврите לויתן (Левиафан), а между лучами пентаграммы Samael Lilith

С подачи Элифаса Леви перевёрнутая пентаграмма стала символом Сатаны и сатанизма.

Мы приступаем к объяснению и посвящению Таинственной Пентаграммы. Так что, пусть все безразличные и суеверные закроют книгу; они не увидят ничего, кроме тьмы, или же будут возмущены. Пентаграмма, которая в гностических школах называется Пылающей Звездой, является знаком интеллектуального всемогущества и самодержавия. Это Звезда Магов; это знак Слова, создавшего плоть, и, согласно направлению её лучей, этот абсолютный магический символ представляет упорядоченность, либо беспорядок, Священного Ягнёнка Ормузда и Святого Иоанна, либо проклятого Козла Мендеса. Это освящение или профанация; это Люцифер или Венера, звезда утренняя или вечерняя. Это Мария или Лилит, победа или смерть, день или ночь. Пентаграмма с двумя восходящими концами представляет сатану в виде козла на шабаше; когда восходит один конец — это знак Спасителя.
— Элифас Леви. Учение и ритуал Высшей магии (1854—1856)
При этом на другом изображении Леви изобразил на лбу козла Бафомета прямую пентаграмму, противореча этим сам себе.
В 1897 году это изображение опубликовал в книге «Ключ к Чёрной магии» («La Clef de la Magie Noire») Станислас де Гуайта, причём по окружности пентаграммы он написал на иврите לויתן‎ (Левиафан), а между лучами пентаграммы Samael Lilith на латинице.
В 1969 году символ Гуайта, без последней надписи, опубликовал в своей книге «Сатанинская Библия» Лавей, назвавший его «печать Бафомета», и позже зарегистрировавший его как торговую марку своей организации Церковь Сатаны.

## Траектория Венеры

«Пентаграмма» Венеры

«Пентаграмма Венеры» — это траектория, которую проходит планета Венера при наблюдении с Земли. Венера находится с Землёй в орбитальном резонансе 13:8 (8 оборотов Земли вокруг Солнца за 13 оборотов Венеры), смещаясь на 144° со времени соединений. Значение 13:8 является приблизительным отношением, ибо 8/13 = 0.615385, а точный оборот Венеры происходит за 0.615187 земного года.
Это небесное явление могло отмечаться древними астрономами, которые одновременно являлись астрологами и связывали небесные явления с философией и мифологией. Ссылки на явление встречаются в современных мистических движениях Нью эйдж.

## Пентаграмма и золотое сечение

Иллюстрация золотого сечения, скрытого в пентаграмме

Пифагор утверждал, что пентаграмма, или, как он её называл, «гигиея» (ύγιεια, в честь греческой богини здоровья Гигиеи) представляет собой математическое совершенство, так как скрывает в себе золотое сечение (φ = (1+√5)/2 = 1,618…). Если разделить длину любого цветного сегмента пентакля на длину самого длинного из оставшихся меньших сегментов, то будет получено золотое сечение, которое в свою очередь пересекает параллельно направленную нить (φ).
{\displaystyle \varphi ={\frac {\mathrm {\color {red}{\text{красный}}} }{\mathrm {\color {Blue}{\text{синий}}} }}={\frac {\mathrm {\color {Blue}{\text{синий}}} }{\mathrm {\color {Green}{\text{зелёный}}} }}={\frac {\mathrm {\color {Green}{\text{зелёный}}} }{\mathrm {\color {Magenta}{\text{фиолетовый}}} }}}

## В кодировках символов
Кодировка Юникод содержит несколько символов со словом «пентаграмма» в названии — это символы от U+26E4 до U+26E7 (в порядке возрастания номеров: ⛤⛥⛦⛧). Различия между первыми тремя символами видны, как правило, при очень большом размере шрифта: в символах U+26E4 и U+26E7 все линии сплошные, а в U+26E5 и U+26E6 при пересечении одна из линий прерывается. Символы пентаграмм не следует путать с символами-звёздами.

## На поверхности земли
- В 2013 году, благодаря сервису GoogleEarth на территории Казахстана в 20 км (12 милях) от Лисаковска (Денисовский район Костанайской области) на берегу Тобола была обнаружена гигантская пентаграмма в круге диаметром около 366 метров (52°28′47″ с. ш. 62°11′08″ в. д.HGЯO)[12]. Как утверждают местные СМИ, пентаграмму образуют аллеи деревьев недостроенного детского пионерского лагеря[13], высаженные ещё в 1970-е годы[14].
- Подобную пентаграмму в круге диаметром 200 м образуют аллеи парка имени И. В. Панфилова в столице Киргизии Бишкеке (42°52′46″ с. ш. 74°36′00″ в. д.HGЯO)[14].